# Новицкий, Войцех
Войцех Новицкий (пол. Wojciech Nowicki; род. 22 февраля 1989, Белосток) — польский легкоатлет, метатель молота, чемпион Олимпийских игр (2020) и бронзовый призёр Олимпийских игр (2016). Пятикратный призёр чемпионатов мира, трёхкратный чемпион Европы.

## Достижения
Занял 5-е место на чемпионате Европы среди молодёжи 2011 года. В 2013 году стал 5-м на Универсиаде в Казани — 75,32 м. Серебряный призёр чемпионатов Польши в 2013, 2014 и 2015 годах.
Второй в истории поляк, выигравший олимпийское золото в метании молота, после Шимона Зюлковского (2000).
В 2023 году на чемпионате мира по лёгкой атлетике, который состоялся в Будапеште, польский атлет, в метании молота, с результатом 81,02 метра стал серебряным медалистом чемпионата мира.
В июне 2024 года, в Риме, на чемпионате Европы, Войцех с результатом 80,95 метра стал чемпионом. 